# Uhlenbachtal (Unterharz)
Das Uhlenbachtal ist das vom Uhlenbach durchflossene Tal im Unterharz. Es gehört zum ehemaligen Straßberger Bergbaurevier.

## Beschreibung
Im umliegenden Gebirge wurde, nach dem Ende des Silberbergbaus, von 1810 bis 1990 Flussspat abgebaut. Danach wurden bei Siptenfelde vom Uhlenbach aus mehrere Stollen zur Wasserlösung der Brachmannsberger Stollen (3,2 km nach Norden zum Brachmannsberger Gang) und der Biwender Stollen (1,8 km nach Westen zum Flourschacht) getrieben. Für die nötige Wasserreinigung (vorrangig von gelöstem Eisenoxid) wurde 2008, als Ersatz für eine provisorische Reinigungsanlage, für neun Millionen Euro eine Grubenwasserreinigungsanlage erbaut, die nach erfolgreichem Probebetrieb am 15. Mai 2009 eingeweiht worden ist. Im Zuge dessen wurden mehrere weitere umweltbezogene Maßnahmen umgesetzt. Es wurden eine Fischtreppe von der Selke zum Uhlenbach errichtet und in ihm eine Stufe zur Sohlgleite umgewandelt. Im Tal pflanzte man die dort natürlicherweise vorherrschenden Erlen und Eschen nach, die in den letzten Jahrhunderten zugunsten der für den Bergbau benötigten schnellwüchsigen Fichten verdrängt worden waren. Außerdem wurde eine Bergwiese biotopbezogen gepflegt. Das landschaftstypisch mit Holz verkleidete Anlagengebäude versah man mit Brutplätzen für Fledermäuse.

## Naturschutz
Das Naturschutzgebiet Selketal umfasst auch Teile des Uhlenbachtals unterhalb der B 242 einschließlich der Uhlenköpfe am linken Hang.
Das Uhlenbachtal ist bis etwa 100 Meter südlich des Forsthaus Uhlenstein als FFH-Lebensraum geschützt. Das FFH-Gebiet überschneidet sich dabei südlich der Harzhochstraße (B 242) mit dem NSG. Nördlich der Harzhochstraße umfasst das FFH-Gebiet auch die Unterläufe mehrerer in den Uhlenbach fließender Bäche.

## Tourismus
Das Uhlenbachtal bietet zahlreiche gut erschlossene Wege für Wanderausflüge. Auf den weitreichenden Wälder und Wiesen der Umgebung kann man selten gewordene Pflanzen, wie Arnika, Türkenbundlilie, Seidelbast oder Herbstzeitlose finden.
Vom Parkplatz am Forsthaus Uhlenstein lässt sich das nordwestlich gelegene Laubbachtal über einen kurzen Spaziergang auf dem Taelerweg erreichen, welcher parallel zum großen Uhlenbach verläuft. Der dortige Rastplatz Laubtalblick ist als Nr. 191 in das System der Stempelstellen der Harzer Wandernadel einbezogen.
Alternativ bietet sich die östlich vom Forsthaus Uhlenstein gelegene Schutzhütte als Zielpunkt an. Diese ist nach norwegischem Vorbild als sogenannte Gapahuk gebaut. Beim Bau der Hütte fand man ein paar alte Wanderschuhe, welche kurzerhand an die Außenwand der Hütte genagelt wurden. Daran haben sich etliche Wanderer ein Beispiel genommen und ihrer ausgedienten Wanderschuhe an den Gapahuk genagelt.

## Ausgrabung

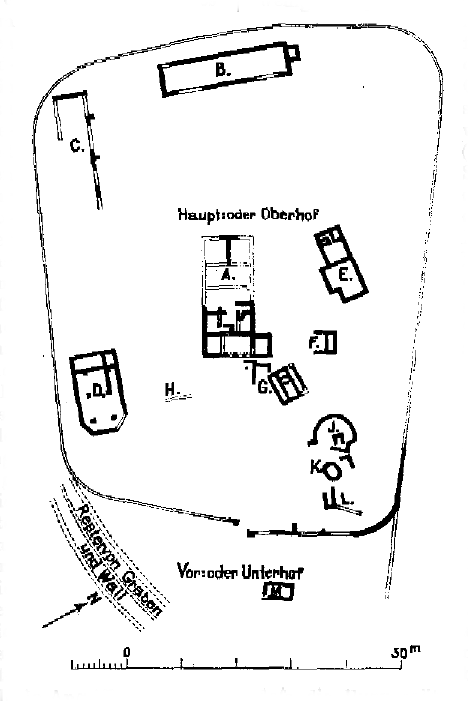
Lageplan der Aufgrabung

Oberhalb der heute wüsten ersten Dorfstätte von Siptenfelde, nur wenig vom heutigen Forsthaus Uhlenstein entfernt, befinden sich auf der flach geneigten rechtsseitigen Berglehne des Uhlenbachtals mit der Bezeichnung am Mönchehof die Reste der alten Jagdpfalz Sipponfeldon. Der Uhlenbach fließt nördlich davon vorbei. Erhalten geblieben ist kaum mehr als die Grundmauern.
Entdeckt wurde das Gemäuer 1888. Der damalige Pächter hatte den Antrag gestellt, die Grundmauern einer ehemaligen Bauanlage abtragen zu dürfen, um das Grundstück von Steinen zu säubern und durch die Düngung mit dem entfallenden Kalkmörtel zu verbessern. Bei der daraufhin vorgenommenen Besichtigung und oberflächlichen Untersuchung hatte man sofort festgestellt, dass es mehr als ein Gebäude war, und ordnete Ausgrabungen an. Im Oktober 2014 fanden dann unter Aufsicht des Landesamtes für Denkmalpflege und Archäologie Halle abermals Ausgrabungen statt, um die Ausmaße der Anlage genauer bestimmen zu können.
Bereits am 13. September 936 wird Sipponveldon als königlicher Jagdhof in einer Schenkungsurkunde von König Otto I. erwähnt, welcher sich urkundlich 966 zuletzt dort aufgehalten hat. Mit ihrer Trapezform gilt die Jagdpfalz als eine für die Harzregion typische ottonische Anlage. Um 1000 wurde der Jagdhof aber von den Regierenden verlassen.
Die heute noch geltende Flurbezeichnung am Mönchehof macht es wahrscheinlich, dass auf den Grundmauern der Jagdpfalz das Klostergut „Münchenhof“ errichtet wurde. Mittlerweile wird davon ausgegangen, dass der Münchenhof identisch mit einem Gutshof ist, der erstmals 1158 als predium Haskenroth und folgend 1170 als Esekenrot urkundlich erwähnt wird. Dieser Gutshof (Grangie) gehörte zum Zisterzienserkloster Marienthal im Lappwald bei Helmstedt. Die Marienthaler Mönche hatten in Esekenrot einen Nebenkonvent mit eigener Kirche eingerichtet, um von dort ihrer umfangreichen Besitztümer im Unterharz zu verwalten. Ab ca. 1600 existierte der Hof als Wüstung.